# Balata (literatura)
Balata (z italského ballata) je druh milostné básně o čtrnácti verších (jako v sonetu), později používaná italskými renesančními básníky Dantem a Petrarkou. Je známá v souvislosti s periodou ars nova. Termín balata pochází z italského slovesa ballare, tančit. Zprvu totiž sloužila jako taneční píseň. Balaty jsou zpívány na konci každého dne v Boccacciově Dekameronu.